# Paul Heuzé
Paul Heuzé (1878-1938) est un écrivain, journaliste et illusionniste amateur qui s'est principalement attaché à dénoncer les mystifications dans le domaine du fakirisme et du spiritisme.

## Activités
À l'issue de la Première Guerre mondiale, il produit plusieurs communications sur l'utilisation de l'automobile sur le front français. Son ouvrage de 1921, Les camions de la victoire lui vaut le Prix Marcelin-Guérin de l'Académie française. Membre de l'association des écrivains combattants, il coordonne des récits de combattants de la Grande Guerre. 
À partir des années 1920, il porte son attention sur les phénomènes métapsychiques et spirites dont il démasque les supercheries dans une enquête publiée en 1922 dans le journal L'Opinion,,. Il publie son enquête Les morts vivent-ils?, en deux volumes.
Il devient célèbre en démontant les tours des médiums autoproclamés. Heuzé fait partie des premiers à mettre en avant la notion de la preuve scientifique dans l'étude des phénomènes métapsychiques. Il organise ainsi en 1922 pour la médium Eva Carrière et 1923 pour Jan Guzyk des expériences à la Sorbonne auxquelles assistent des nombreux scientifiques comme Henri Laugier ou Paul Langevin et qui conduisent à la déconfiture des médiums.
Il s'attaque également aux fakirs en tout genre dans un ouvrage ''Fakirs, Fumistes & Cie publié en 1926 et réédité en 2005. À cette occasion, il s'entraine à réaliser les tours qui fondent leurs prestations: s'enfoncer des aiguilles dans la peau, se coucher sur un lit de pointes, rester enfermé dans un cercueil. Sa publication déclenche la colère des spirites et fakirs, notamment celle de Tahra-Bey qu'il défie devant un large public au Cirque d'Hiver en 1928,.
Durant les années 1930-1938, il collabore au Journal.
Il meurt à Antibes le 5 janvier 1938.

## Ouvrages
- 1919 : La Voie sacrée. Le service automobile à Verdun (février-août 1916)[lire en ligne]
- 1920 : Les transports automobiles sur le front français (1914-1918), notes du commandant Doumenc, recueillies et classées par le lieutenant Paul Heuzé.[lire en ligne]
- 1921 : Les camions de la victoire [lire en ligne]
- 1924 : L'épopée belge dans la grande guerre racontée par les écrivains et combattants belges sous la direction de Paul Heuzé[lire en ligne]

- 1922 : Les morts vivent-ils?
- 1926 : Fakirs, fumistes et cie  (réédité en 2005)
- 1927 : Les fakirs indiens
- 1928 : La plaisanteries des animaux calculateurs
- 1932 : Dernières histoires de fakirs (réédité en 2005)